# Championnat de La Réunion de football 2025
Navigation
R1 2024 R1 2026
Le championnat de La Réunion de football 2025 ou championnat de Régionale 1 Réunion est la 76e édition de la compétition.

## Changements

### Promus
- ES Dominicaine
- AS Marsouins
- FC Rivière des Galets

### Relégués de l'édition précédente
- AS Sainte-Suzanne
- Ravine Blanche FC
- JS Gauloise

## Les clubs de l'édition 2025
| \| ES Dominicaine Saint-Louisienne Excelsior Jeanne d'Arc AS Marsouins AF Saint-Louis JS Sainte-Rosienne Saint-Denis FC ACF Piton Saint-Leu Tamponnaise Trois-Bassins FC JSSP St-Pauloise FC Rivière des Galets \| Localisation des clubs engagés dans le championnat. |
| ES Dominicaine Saint-Louisienne Excelsior Jeanne d'Arc AS Marsouins AF Saint-Louis JS Sainte-Rosienne Saint-Denis FC ACF Piton Saint-Leu Tamponnaise Trois-Bassins FC JSSP St-Pauloise FC Rivière des Galets                                                           |

| Équipe                | Ville             | Stade                            | Capacité | Classement 2024        |
| --------------------- | ----------------- | -------------------------------- | -------- | ---------------------- |
| AS Excelsior          | Saint-Joseph      | Stade Raphaël Babet              | 1 200    | 1er                    |
| Saint-Pauloise FC     | Saint-Paul        | Stade Paul-Julius-Bénard         | 8 000    | 2e                     |
| La Tamponnaise        | Le Tampon         | Stade Klébert-Picard             | 3 000    | 3e                     |
| JS Saint-pierroise    | Saint-Pierre      | Stade Michel Volnay              | 8 010    | 4e                     |
| Saint-Denis FC        | Saint-Denis       | Stade Jean Ivoula                | 10 000   | 5e                     |
| SS Jeanne d'Arc       | Le Port           | Stade Lambrakis                  | 1 058    | 6e                     |
| AF Saint-Louisien     | Saint-Louis       | Stade Théophile Hoarau           | 2 500    | 7e                     |
| ACF Piton Saint-Leu   | Saint-Leu         | Stade municipal Christol Marivan | 700      | 8e                     |
| JS Sainte-Rosienne    | Sainte-Rose       | Stade Thérésien Cadet            | 1 000    | 9e                     |
| SS Saint-Louisienne   | Saint-Louis       | Stade Théophile Hoarau           | 2 500    | 10e                    |
| Trois-Bassins FC      | Les Trois-Bassins | Stade Serge Saint-Alme           | NC       | 11e                    |
| ES Dominicaine        | L'Étang-Salé      | Stade Centenaire                 | 1 500    | 1er (Régionale 2)      |
| AS Marsouins          | Saint-Leu         | Stade Paul Moreau                | 1200     | 2e (Régionale 2)       |
| FC Rivière des Galets | Le Port           | Stade Lambrakis                  | 1 058    | 1er (Super R2 Poule A) |

## Compétitions

### Classement
| Rang | Équipe                 | Pts | J  | G | N | P  | Bp | Bc | Diff |
| ---- | ---------------------- | --- | -- | - | - | -- | -- | -- | ---- |
| 1    | Saint-Denis FC         | 38  | 11 | 8 | 3 | 0  | 31 | 9  | +22  |
| 2    | JS Saint-Pierroise     | 37  | 11 | 8 | 2 | 1  | 24 | 14 | +10  |
| 3    | ES DominicaineP        | 34  | 11 | 7 | 2 | 2  | 21 | 10 | +11  |
| 4    | AS ExcelsiorT          | 30  | 11 | 5 | 4 | 2  | 18 | 10 | +8   |
| 5    | SS Jeanne d'Arc        | 30  | 11 | 6 | 1 | 4  | 15 | 14 | +1   |
| 6    | Saint-Pauloise FC      | 28  | 11 | 4 | 5 | 2  | 19 | 11 | +8   |
| 7    | La Tamponnaise         | 26  | 11 | 3 | 6 | 2  | 14 | 11 | +3   |
| 8    | JS Sainte-Rosienne     | 25  | 11 | 4 | 2 | 5  | 15 | 12 | +3   |
| 9    | Trois-Bassins FC       | 25  | 11 | 4 | 2 | 5  | 15 | 18 | -3   |
| 10   | SS Saint-Louisienne    | 22  | 11 | 2 | 6 | 3  | 7  | 11 | -4   |
| 11   | AS MarsouinsP          | 22  | 11 | 3 | 2 | 6  | 6  | 14 | -8   |
| 12   | AF Saint-Louis         | 17  | 11 | 1 | 3 | 7  | 9  | 20 | -11  |
| 13   | ATCF Piton Saint-Leu   | 17  | 11 | 1 | 3 | 7  | 6  | 19 | -13  |
| 14   | FC Rivière des GaletsP | 12  | 11 | 0 | 1 | 10 | 5  | 32 | -27  |

|  | Champion de La Réunion    |
|  | Barrage de relégation     |
|  | Relégation en 2e division |

 (T) Tenant du titre
 (P) Promu

## Barrage de relégation
|  |  | - |  |  |  |
|  |  |   |  |  |  |